# Trattato navale di Londra
Il trattato navale di Londra fu un accordo tra Regno Unito, Giappone, Francia, Italia e Stati Uniti d'America, firmato il 22 aprile 1930, che regolava la guerra sottomarina e limitava la costruzione di armamenti navali.
Fu un'estensione delle condizioni che erano state firmate nel trattato navale di Washington e venne chiamato ufficialmente Treaty for the Limitation and Reduction of Naval Armament ("Trattato per la limitazione e riduzione degli armamenti navali"). Fu un tentativo di rivivificare la conferenza navale di Ginevra del 1927 in cui non erano stati in grado di giungere a un accordo a causa dei cattivi sentimenti che intercorrevano tra il governo britannico e quello degli Stati Uniti.
Le nazioni firmatarie si accordarono per non costruire nuove capital ships (corazzate o incrociatori da battaglia, formalmente definite come navi del dislocamento superiore alle 10.000 tons (10.160 t) o con cannoni di calibro superiore a 8 pollici (203 mm) fino al 1937. Nessun vascello esistente avrebbe potuto essere convertito in portaerei. La costruzione di sottomarini venne limitata a vascelli di dislocamento inferiore a 2.032 t. Il tonnellaggio totale degli incrociatori (suddivisi in incrociatori pesanti con cannoni di calibro superiore a 6,1 pollici (155 mm) e incrociatori leggeri con cannoni di calibro inferiore), cacciatorpediniere, sommergibili da costruire dal 1937 venne limitato, così come il tonnellagio individuale in ogni categoria.
L'articolo 22 correlato alla guerra sottomarina dichiarava che la legge internazionale si applicava a essi come per i vascelli di superficie. Inoltre vascelli mercantili che non dimostrassero un "rifiuto persistente a fermarsi" o "resistenza attiva" non potevano essere affondati senza prima portare i passeggeri ed equipaggio in un "luogo sicuro".
Le discussioni in quella sede indussero per la prima volta l`Italia a chiedere la parità navale con la Francia, richiesta alla quale i francesi erano decisi a resistere; e cominciò così il distacco fra i due paesi che alla fine portò l'Italia al fianco della Germania. 
La fase successiva del tentativo di controllo degli armamenti navali fu la Seconda conferenza navale di Ginevra nel 1932. Questa venne seguita dal Secondo trattato navale di Londra del 1936.